# Francis Dalva
Francis Dalva (Bragança, c. 1965) é uma cantora e compositora brasileira nascida na Vila de Caratateua, Bragança, Pará.

## Início de carreira
Iniciou a carreira em um concurso promovido pela rádio Rauland FM, cantando na noite forró, carimbó e lambada. É frequentemente descrita no meio acadêmico como fazendo parte do movimento da música brega ou brega pop do Pará, parte importante do que é chamado de "circuito bregueiro" da região. O movimento inclui artistas como Alípio Martins, Juca Medalha, Luiz Guilherme, Teddy Max, Mauro Cotta, Míriam Cunha e Carlos Santos. Assinou contrato com a gravadora EMI, onde gravou seus primeiros discos.

## Composições de destaque
Escreveu e lançou a música "Ovelha desgarrada" em 1982. O sucesso foi gravado pela cantora Fafá de Belém e lançado em seu disco Aprendizes da esperança. A composição obteve enorme sucesso, sendo regravada e lançada por dezenas de artistas – incluindo, além de Fafá de Belém, Banda Magazine,  Banda Styllus, Banda Painel de Controle, Zezinho da Ema, e Renato Leite. A multiartista cearense Jeffe gravou a canção em sua participação no projeto Nave Sonora.
Sua obra inclui canções como "Salpica", "Beija Flor", "Ciranda na Lua", "Envolvente, "Flor do Desejo", "Fogo Ardente", "Galope", "Lenda da Mãe d'Água", "O Teu Inferno", "Ovelha Desgarrada", "Rato, Gato e "Sapato", "Ritmo Quente", "Só Marajó", "Louca Paixão" e "Vamos Cirandar".
Também se notabilizou pelo sucesso "Casal sem Vergonha", canção em que narra uma relação em que a violência contra a mulher é normalizada e constante.
Francis foi nomeada como uma das maiores influências de sua conterrânea paraense Gaby Amarantos, expoente nacional do tecno brega, estilo do qual Francis é frequentemente citada no meio acadêmico como uma das principais influenciadoras.

## Declínio
Ao longo da década de 1990, a carreira de Francis entrou em declínio. Seu último grande lançamento aconteceu em 2000 – uma coletânea de 20 músicas organizada pela EMI como parte de uma série intitulada Raízes nordestinas.
Em 2004, Francis Dalva subiu na mureta do plenário do Senado Federal em Brasília e iniciou um discurso, dizendo ser uma cantora paraense de lambada que estava desempregada. Antes de ser agarrada e retirada da mureta por seguranças da Casa, Francis exibiu uma pasta com fotos de apresentações no Pará e disse que, atualmente, é "uma ovelha desgarrada", fazendo referência à sua música de maior sucesso.
 

No ano de 2019, em vista das dificuldades financeiras da cantora e compositora, a câmara legislativa do estado do Pará aprovou concessão a ela de pensão vitalícia "diante dos relevantes serviços prestados no campo da cultura e patrimônio imaterial artístico do Estado do Pará".